# Liste der Bodendenkmäler im Unterroggenburger Wald
Auf dieser Seite sind die Bodendenkmäler in dem schwäbischen gemeindefreien Gebiet Unterroggenburger Wald zusammengestellt. Diese Tabelle ist eine Teilliste der Liste der Bodendenkmäler in Bayern. Grundlage ist die Bayerische Denkmalliste, die auf Basis des Bayerischen Denkmalschutzgesetzes vom 1. Oktober 1973 erstmals erstellt wurde und seither durch das Bayerische Landesamt für Denkmalpflege geführt wird. Die folgenden Angaben ersetzen nicht die rechtsverbindliche Auskunft der Denkmalschutzbehörde.

| Lage                           | Objekt                                     | Akten-Nr.     | Bild |
| ------------------------------ | ------------------------------------------ | ------------- | ---- |
| Stoffenrieder Forst (Standort) | Grabhügel vorgeschichtlicher Zeitstellung. | D-7-7627-0041 |      |
| Stoffenrieder Forst (Standort) | Grabhügel vorgeschichtlicher Zeitstellung. | D-7-7627-0049 |      |
| Stoffenrieder Forst (Standort) | Grabhügel der Hallstattzeit.               | D-7-7627-0057 |      |
| Stoffenrieder Forst (Standort) | Grabhügel vorgeschichtlicher Zeitstellung. | D-7-7627-0058 |      |
| Stoffenrieder Forst (Standort) | Grabhügel vorgeschichtlicher Zeitstellung. | D-7-7627-0059 |      |
| Stoffenrieder Forst (Standort) | Grabhügel vorgeschichtlicher Zeitstellung. | D-7-7627-0060 |      |
| Stoffenrieder Forst (Standort) | Grabhügel vorgeschichtlicher Zeitstellung. | D-7-7627-0061 |      |
| Stoffenrieder Forst (Standort) | Grabhügel vorgeschichtlicher Zeitstellung. | D-7-7627-0062 |      |
| Stoffenrieder Forst (Standort) | Grabhügel vorgeschichtlicher Zeitstellung. | D-7-7627-0063 |      |
| Stoffenrieder Forst (Standort) | Burgstall des Mittelalters.                | D-7-7627-0064 |      |
| Stoffenrieder Forst (Standort) | Siedlung des Mittelalters.                 | D-7-7627-0076 |      |
| Stoffenrieder Forst (Standort) | Grabhügel vorgeschichtlicher Zeitstellung. | D-7-7627-0169 |      |